# Jagadapura, Channapatna
Jagadapura là một làng thuộc tehsil Channapatna, huyện Ramanagara, bang Karnataka, Ấn Độ.